# Potsdamer Erklärung
Die Potsdamer Erklärung vom 26. Juli 1945 war ein Ultimatum der Präsidenten der Vereinigten Staaten von Amerika Harry S. Truman und der Republik China Chiang Kai-shek sowie des britischen Premierminister Winston Churchill an das japanische Kaiserreich zur Beendigung des Pazifikkriegs. Japan wurde die Gelegenheit gegeben, „diesen Krieg zu beenden“. Die Alternative für Japan war „die prompte und völlige Zerstörung“.

## Inhalt
Die Potsdamer Erklärung wurde nach der bedingungslosen Kapitulation der deutschen Wehrmacht am Rande der Potsdamer Konferenz erarbeitet, auf der sich die Anti-Hitler-Koalition (Great Alliance) unter anderem auf ein detailliertes Programm für die Kontrolle des besiegten Deutschlands unter einem Alliierten Kontrollrat verständigt hatte.
Die Erklärung enthielt die offiziellen amerikanisch-britisch-chinesischen Bedingungen für die Kapitulation Japans am Ende des Zweiten Weltkriegs. Sie ist nicht zu verwechseln mit dem – zuweilen ebenso bezeichneten – Potsdamer Abkommen.
Die Erklärung beinhaltete folgende Hauptpunkte:
- (1) Japan sollte eine (letzte) Chance gegeben werden, den Krieg zu beenden.
- (2–3) Die militärischen Operationen würden weitergeführt, bis Japan den Widerstand aufgebe. Die militärische Macht, die bereits Deutschland verwüstet habe, würde in unermesslich größerer Weise zur völligen Vernichtung der japanischen Heimat führen.
- (4–5) Die Zeit sei gekommen, da Japan sich entscheiden müsse, weiterhin den militärischen Führern zu folgen oder den Weg der Vernunft zu beschreiten. Die Alliierten würden nicht von ihren Kapitulationsbedingungen abweichen.
- (6) Einfluss und Macht der Träger der japanischen Welteroberungspolitik müssten auf alle Zeit beseitigt werden. Nur ohne den Militarismus könne Frieden, Sicherheit und Gerechtigkeit erzielt werden.
- (7) Bis diese neue Ordnung erreicht und der japanische Kriegsapparat ausgeschaltet sei, würde es eine gezielte Besetzung Japans durch die Alliierten geben.
- (8) Die Bedingungen der Kairoer Erklärung müssten erfüllt werden und die Souveränität Japans würde auf die vier japanischen Hauptinseln und noch zu bezeichnende kleinere beschränkt werden.
- (9) Die japanischen Streitkräfte würden nach ihrer vollständigen Entwaffnung in die Heimat zurückkehren können.
- (10) Das japanische Volk würde weder versklavt noch als Nation zerstört werden, doch würden Kriegsverbrecher hart bestraft werden. Demokratie und Menschenrechte müssten eingeführt werden.
- (11) Japan werde ein Industrieland bleiben, allerdings ohne militärisches Potential. Es werde auch wieder am Welthandel teilhaben.
- (12) Die Besatzung werde enden, sobald diese Ziele erreicht und eine vom Volk getragene friedliche Regierung eingesetzt seien.
- (13) Die Alliierten riefen die japanische Regierung zur bedingungslosen Kapitulation ihrer Streitkräfte auf. Die Alternative dazu sei sofortige und völlige Vernichtung. („The alternative for Japan is prompt and utter destruction.“)

## Folgen
Die Potsdamer Erklärung wurde im Rundfunk verbreitet und auf Flugblätter gedruckt, die über Japan abgeworfen wurden. Am 28. Juli 1945 hielt der japanische Premierminister Suzuki Kantarō eine Pressekonferenz und bemerkte zur Potsdamer Erklärung, dass diese nur eine Neuauflage der Kairoer Erklärung sei. Die japanische Regierung finde darin keine wesentlichen Neuigkeiten. Suzuki verwendete im Zusammenhang mit der Haltung seiner Regierung gegenüber der Erklärung das Wort mokusatsu (黙殺), das in etwa „totschweigen“ oder „links liegen lassen“ (nicht aber „ablehnen“) bedeutet und somit eine hinhaltende, gespaltene und unentschlossene Haltung des Kabinetts in der Frage einer möglichen Kapitulation widerspiegelte. Vom Ergebnis her lieferte er den USA die Rechtfertigung für den Atombombenabwurf auf Hiroshima. Am 29. Juli übersetzte ein Kommuniqué der offiziellen japanischen Presseagentur Dōmei Tsushin mokusatsu mit reject (zurückweisen). Der alliierten Öffentlichkeit erschien diese Reaktion als Unbeugsamkeit, und dieser Eindruck wurde seitens Japans auch nicht mehr korrigiert.
Am 21. Juli 1945 war Präsident Truman über den gelungenen Atomwaffentest informiert worden und hatte am 24. Juli den Befehl gegeben, den Abwurf einer Atombombe für den 3. August vorzubereiten. Aus dem Entwurf der Potsdamer Erklärung hatte er die Garantie für den Fortbestand des japanischen Kaiserhauses, die die Annahme der Kapitulation erleichtert hätte, streichen lassen. Den Vorschlag von Kriegsminister Stimson, die Japaner mit einer Probeexplosion vorzuwarnen, hatte er abgelehnt. Nachdem die Politik keine Ergebnisse gezeitigt hatte, wurden zwei Atombomben am 6. und 9. August 1945 über Hiroshima und Nagasaki abgeworfen.
Die Sowjetunion kam ihrer bei der Konferenz von Jalta eingegangenen Verpflichtung auf dem Tag genau nach, 90 Tage nach dem Kriegsende in Europa in Fernost den Krieg zu beginnen und sowohl Japan wie auch seine Verbündeten anzugreifen. Nachdem am 5. April 1945 der Neutralitätspakt mit Japan gekündigt wurde, übermittelte die Sowjetunion am 8. August Japan die Kriegserklärung. Tags darauf begann die sowjetische Invasion der Mandschurei, in deren Verlauf die Rote Armee mit über einer Million Soldaten die Mandschurei besetzte und den japanischen Marionettenstaat Mandschukuo auflöste. Das eroberte Gebiet wurde gemäß den alliierten Kriegszielen (Kairoer Erklärung) von der Sowjetunion 1946 an die Republik China zurückgegeben.
Am 14. August 1945 entschloss sich der Tennō angesichts der ausweglosen Lage zum Kaiserlichen Erlass über das Kriegsende (終戦の詔書, shūsen no shōsho), der die Bedingungen der Potsdamer Erklärung anerkannte und am 15. August 1945 im Radio (Gyokuon-hōsō) ausgestrahlt wurde. Am 2. September wurde die bedingungslose Kapitulation der japanischen Streitkräfte mit ausdrücklichem Bezug auf die Potsdamer Erklärung unterzeichnet.